# Xuân Long, Yên Bình
Xuân Long là một xã thuộc huyện Yên Bình, tỉnh Yên Bái, Việt Nam.
Xã Xuân Long có diện tích 77,79 km², dân số năm 2019 là 3.794 người, mật độ dân số đạt 49 người/km².